# Pötschenhöhe
Pötschenhöhe är ett bergspass i Österrike.   Det ligger i distriktet Liezen och förbundslandet Steiermark, i den centrala delen av landet, 210 km väster om huvudstaden Wien. Pötschenhöhe ligger 1 228 meter över havet.
Terrängen runt Pötschenhöhe är bergig söderut, men norrut är den kuperad. Närmaste större samhälle är Bad Aussee, 6,2 km öster om Pötschenhöhe. 
I omgivningarna runt Pötschenhöhe växer i huvudsak blandskog. Runt Pötschenhöhe är det ganska glesbefolkat, med 26 invånare per kvadratkilometer.